# William Corbett (Politiker)
William T. Corbett (* 23. März 1902 in Pittsburgh, Pennsylvania; † 17. April 1971 im Arlington, Virginia) war ein US-amerikanischer Politiker. Im Jahr 1956 war er kommissarischer Gouverneur von Guam.

## Werdegang
William Corbett war der ältere Bruder des Kongressabgeordneten Robert J. Corbett (1905–1971) aus Pennsylvania. Nach seiner Collegezeit, während der er auch als Leichtathlet in Erscheinung trat, studierte er an der University of Pittsburgh. Nach einem Jurastudium an derselben Universität und seiner Zulassung als Rechtsanwalt begann er in diesem Beruf zu arbeiten. Dabei spezialisierte er sich auf Fälle im Zusammenhang mit Unfallversicherungen. Außerdem war er stellvertretender Bezirksstaatsanwalt und Bezirksrichter im Großraum Pittsburgh.
Im Jahr 1956 wurde Corbett von der republikanischen Bundesregierung unter Präsident Dwight D. Eisenhower zum Secretary of State von Guam ernannt. In diesem Amt war er gleichzeitig Vertreter von Gouverneur Ford Quint Elvidge. Nach dessen Rücktritt musste er diese Funktion kommissarisch übernehmen und vom 19. Mai bis zum 2. Oktober 1956 ausüben.
Nach dem Ende seiner Zeit als Gouverneur kehrte William Corbett auf das amerikanische Festland zurück, wo er zwischen 1957 und 1970 13 Jahre lang als Anwalt (Solicitor for Contract Appeals) für das US-Innenministerium tätig war. Er starb am 17. April 1971 im Northern Virginia Doctors Hospital in Arlington.